# Olympijský národní park

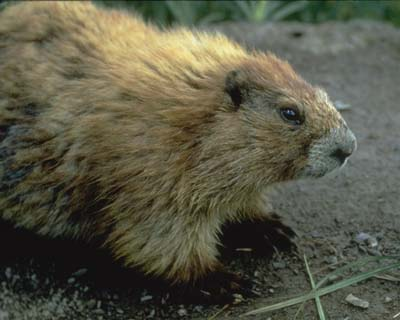
Svišť olympský, který patří mezi endemické druhy parku.

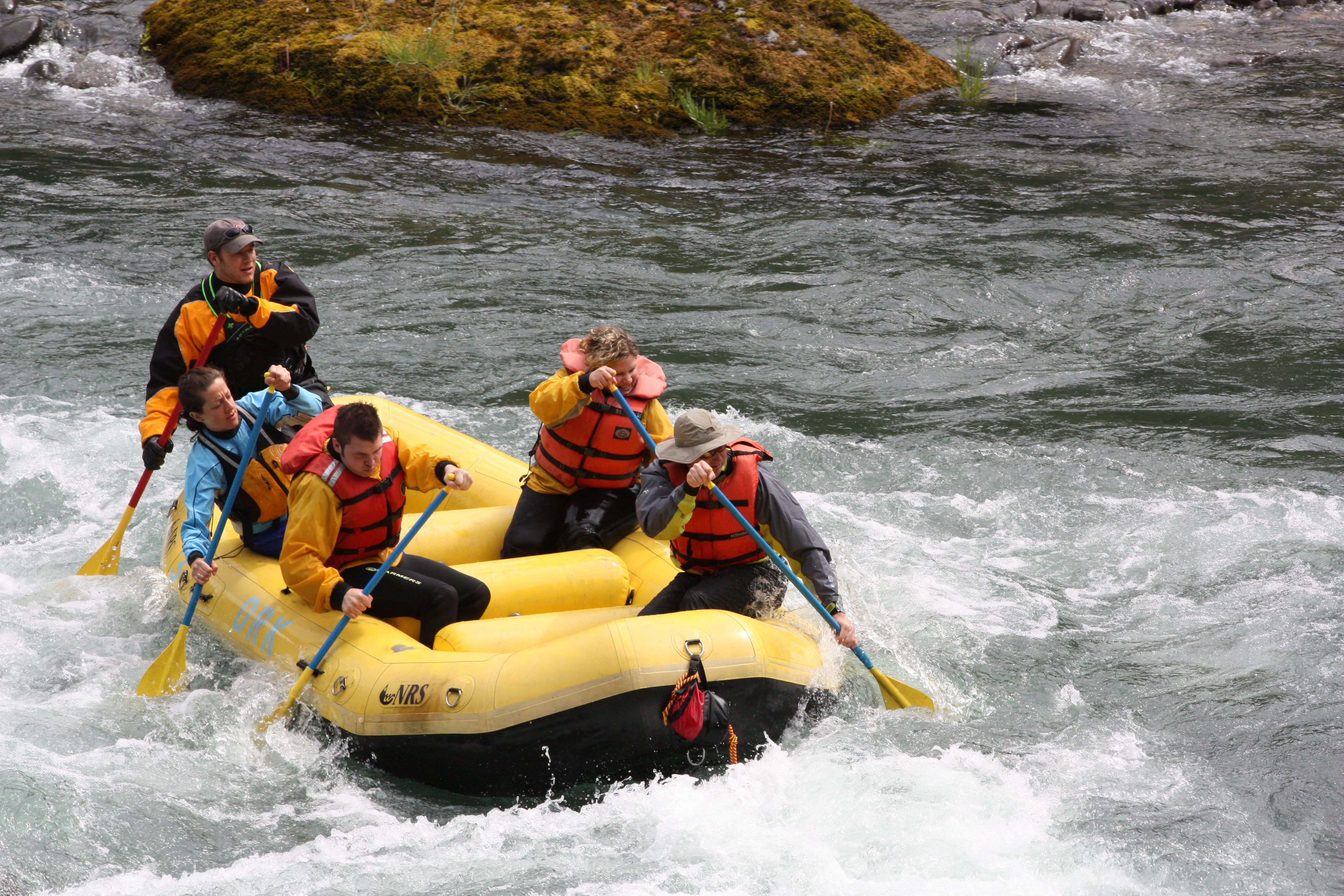
Rafting na řece Elwha.

Olympijský národní park (Olympic National Park) se nachází na Olympijském poloostrově v americkém státě Washington. Může být rozdělen do tří částí, mezi něž patří pobřeží Pacifiku, Olympijské hory a deštný prales mírného pásma. Americký prezident Theodore Roosevelt původně vytvořil v roce 1909 národní památku Mount Olympus a poté co Kongres odhlasoval změnu na národní park, Franklin Roosevelt v roce 1938 založil Olympijský národní park. V roce 1976 se park stal mezinárodní biosférickou rezervací a v roce 1981 byl zařazen do světového dědictví UNESCO. V roce 1988 vyhlásil Kongres na pětadevadesáti procentech území parku Olympijskou divočinu.

## Přírodní historie

### Pobřeží Pacifiku
Pobřežní částí parku je hrbolatá písečná pláž s pruhem přilehlého lesa. Její délka je 117 kilometrů, ale její šířka nepřekračuje několik mil. Na ústích řek do oceánu se nachází indiánské osady. Při ústí řeky Hoh sídlí Hohové a pří ústí řeky Quileute sídlí Quilijutové v osadě La Push.
Na pláži se nachází neporušené úseky divočiny, které jsou 16 až 32 kilometrů dlouhé. Zatímco některé pláže jsou převážně písečné, jiné pokrývají skály a balvany. Křovinatý porost, kluzký povrch, příliv a odliv a mlhavé počasí deštného pralesa brání pěší turistice, která si většinou vyžádá dvakrát tolik času. Pobřežní pruh je daleko rychleji přístupný než zbytek parku. Kvůli těžkému terénu se jen málo turistů odváží překonat obvyklé vzdálenosti.
Nejoblíbenější částí pobřežního pruhu je čtrnáct kilometrů dlouhá stezka Ozette Loop, jejíž přístupnost kontroluje správa národního parku registracemi a rezervacemi. Stezka začíná u jezera Ozette, odkud vede téměř pět kilometrů dlouhý dřevěný chodníček přes původní bažinu zeravů obrovských. Na břehu oceánu je opět pětikilometrová cesta, které pomáhají výběžky před přílivem. Tato část je oblíbená mezi Makahy z města Neah Bay. Poslední část stezky opět vede po dřevěném chodníčku.
Hned vedle písečných pláží se nachází široké lesy, což způsobuje, že jsou na pláží kusy dřeva ze spadlých stromů. Většinou neupravená řeka Hoh na jižním konci parku vyprazdňuje velké množství přírodně erodovaného dřeva a ostatních nánosů, které se pak pohybuje severním směrem, čímž obohacuje pláže. Odstranění tohoto dřeva z toků a pláží bylo hlavním domestikačním krokem. I dnes ale na některých místech vypadá pláž podobně jako na starých fotkách. Dřevo se sem může dostávat i z větší vzdálenosti - řeka Columbia jím zásobovala velikou porci severozápadního pobřeží Spojených států.
Pobřežní část parku není nijak spojená se zbytkem, přestože je chtěl spojit bývalý prezident Franklin D. Roosevelt pruhem chráněného území.

### Hory
Ve střední části parků ze země stoupají Olympijské hory, jejichž svahy a hřebeny pokrývají masivní starobylé ledovce. Hory byly vytvořeny akrečním klínem, především díky tomu, že se nacházejí v subdukční zóně desky Juan de Fuca. Geologicky se skládají ze směsi čedičových a oceanických sedimentárních hornin. Západní půlce pohoří dominuje Mount Olympus, který vyrostl do výšky 2 428 metrů nad mořem. Padá na něj často hodně sněhu a také na něm probíhá největší glaciace v pevninských Spojených státech vyjma Severních Kaskád. Na hoře se nachází několik ledovců, z nichž nejdelším je Hohský ledovec, jehož délka se přibližuje pěti kilometrům. Východní část pohoří je mnohem sušší, jelikož se nachází ve srážkovém stínu západní části. Nachází se zde vysoké vrchy a strmé hřebeny. Nejvyšším vrcholem východní poloviny pohoří je 2 374 metrů vysoká Mount Deception.

### Deštný prales
Západní část národního parku pokrývají pacifické deštné pralesy mírného pásma, mezi které patří i Hohský deštný prales a Quilijutský deštný prales, jejichž roční úděl srážek je až 375 cm, čímž jsou nejspíš nejmokřejší částí pevninských Spojených států.
Protože se jedná o deštný prales mírného pásma, ne tropický deštný prales, dominují tu husté jehličnaté porosty. Roste zde především smrk sitka, jedlovec západní, douglaska tisolistá, zerav obrovský a mechy, které pokrývají kůru těchto stromů a někdy také visí z jejich větví v podobě výhonků.
Údolí na východní straně parku také obsahují významný prales, ale klima je zde daleko sušší. Nevyskytují se zde smrky sitka, stromy jsou v průměru menší a podrost je řidší a odlišný. Jen malý kousek severozápadně od parku se nachází srážkový stín, ve kterém srážky dosahují jen kolem 40 mm ročně.

### Flora a fauna
Jelikož park leží na izolovaném poloostrově a od zbytku země ho na jihu odděluje pohoří, tak se zde vyvinulo několik endemických druhů rostlin i živočichů (např. svišť olympský nebo Campanula piperi). Jihozápadní pobřeží poloostrova je nejsevernějším neglaciovaným územím Pacifického pobřeží Severní Ameriky a tak sloužilo jako východisko pro rostliny, které se rozšířily do zaledněných oblastí na severu.
Také se zde nachází živočichové, které jsou původní pouze na pobřeží Pacifiku, jako např. wapiti západní. Díky této důležitosti území zde byla vyhlášena biologická rezervace, která pomáhá lépe studovat zdejší unikátní druhy a lépe rozumět jejich vývoji.
V parku se nachází asi 1 480 km² pralesů.

## Lidská historie
Před přílivem evropských osadníků se zdejší populace skládala z původních obyvatel, kteří poloostrov používali především k lovu a rybolovu. Nicméně, nejnovější výzkumy a systematické archeologické průzkumy hor ukazují větší použití především subalpinských lučin. Většina zdejších kmenů, jestli ne všechny, byla nesmírně náchylná k evropským nemocem, které je většinou zdecimovaly. Ještě než do oblasti přijeli etnografové a obchodníci, tak bylo vidět, že mají velice sníženou kulturní základnu. Postupem času bylo ale nalezeno mnoho kulturních míst v Olympijských horách a také bylo nalezeno mnoho artefaktů.
Když se začali objevovat první osadníci, těžební průmysl v oblasti začal růst. Na přelomu devatenáctého a dvacátého století se jednalo především o kácení dřeva, které se setkalo s veřejným nesouhlasem až ve dvacátých letech minulého století, kdy si lidé poprvé uvědomili, že nechtějí vymýcené svahy kopců. Tato doba také zažila rozmach lidského zájmu o přírodu. S rozvojem automobilů se tak lidé odhodlali cestovat i na místa tak odlehlá, jako je právě Olympijský poloostrov.
První zvěsti o tom, že by zde mohl být založen národní park, přišly na úplném konci devatenáctého století, kdy se sem na expedice vydali známí poručík Joseph O'Neil a soudce James Wickersham. Tito dva se potkali v Olympijské divočině při průzkumu a následovně nakombinovali své politické snahy směrem k vytvoření chráněného území. Po neúspěšných přemluvách legislativy státu Washington vytvořil v roce 1909 prezident Theodore Roosevelt národní památku Mount Olympus, především jako ochranu pro přirozené prostředí wapiti západního, který v angličtině nese jméno Roosevelt elk právě po americkém prezidentovi.
Veřejné přání vytvoření národního parku se stupňovalo, dokud ho v roce 1938 nezaložil prezident Franklin Delano Roosevelt, který ale založením nedokázal zabránit pokračování ilegálního dřevorubectví na chráněném území. Dodnes pokračují politické debaty o tom, zda by měla být těžba dřeva v parku obnovena. Dřevo se stále těží na Olympijském poloostrově, ale už ne za hranicemi parku.

## Rekreace
V parku se nachází několik turistických stezek, které ale neprocházejí hluboko do jeho nitra. V parku se nachází síť turistických stezek, ale velikost a odlehlost parku způsobují, že pěší výlet do hor trvá většinou více než jeden víkend. Na různých místech deštného pralesa, kde se vyskytují hojné rostliny a všudypřítomná zeleň, mohou být také cílem bouřek, ale v letních měsících se vyskytují dlouhá období sucha.
Unikátní aktivitou v parku může být pěší turistika po plážích. Délka zdejších pláží je vhodná pro vícedenní výlety, při kterých se dají celé dny strávit chozením po plážích. Přestože v porovnání s výlety do hor je tato turistika idylická, tak si musí turisté dávat pozor na příliv, který přinutí proudit vlny až k útesům, čímž blokují průchod. Turisté také musí překonat několik mysů a to pomocí bahnitých příkrých stezek a provazů.

V zimě poskytuje oblíbený výhled Hurikánový hřeben, který také nabízí příležitost k lyžování. Zdejší klub zimních sportů provozuje lyžařské a snowboardové středisko Hurricane Ridge, které nabízí školy lyžování, půjčovnu lyží a levné vleky. Běžci na lyžích obvykle putují dolů k hlavní silnici, kde stopují auta, která je vyvezou zpět nahoru.

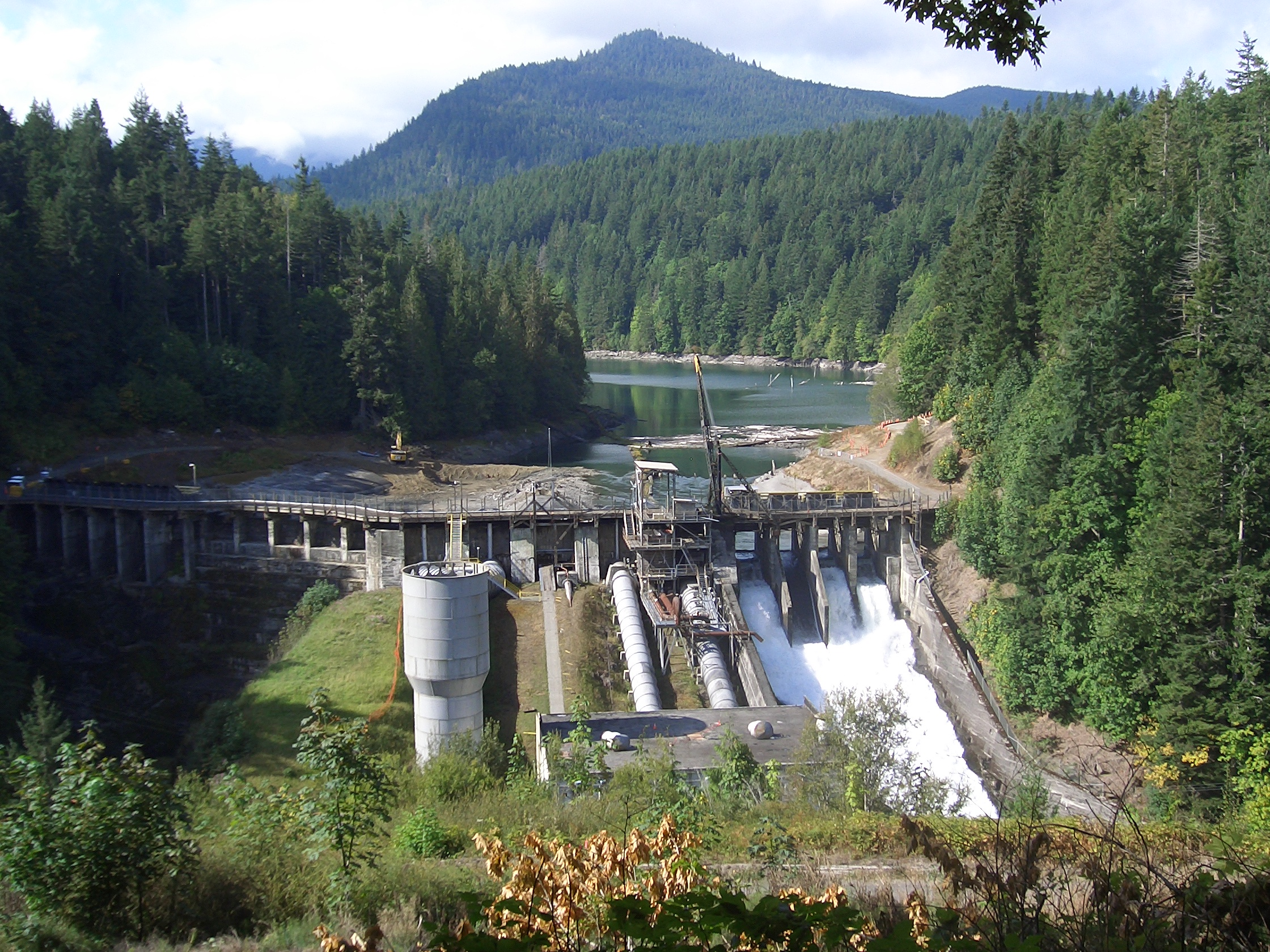
hráz bývalé Elwhské přehrady

Na řekách Hoh a Elwha se může také provozovat rafting.

## Projekt obnovení řeky Elwha

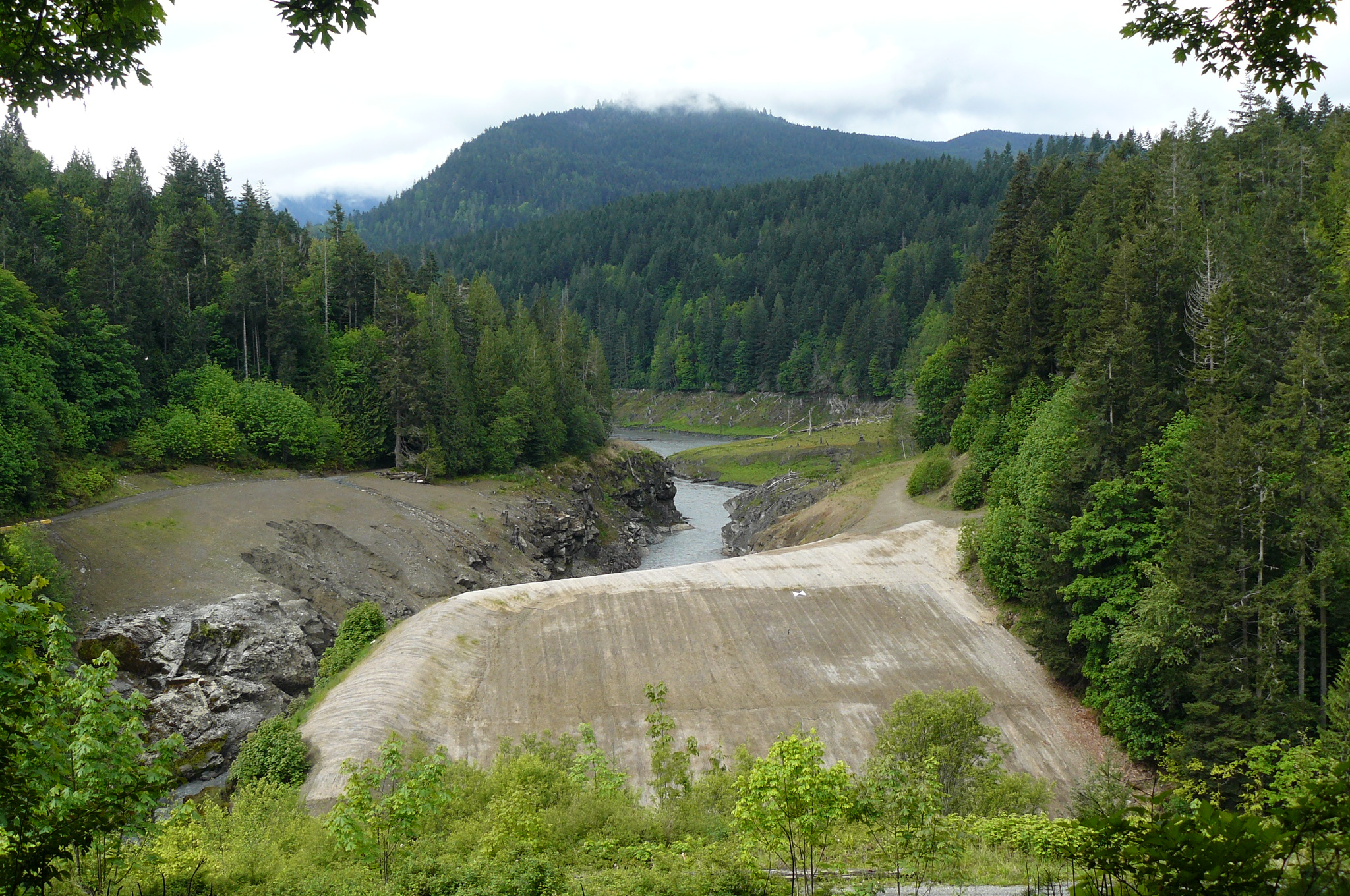
prostor bývalé hráze (rok 2013)

Projekt obnovení řeky Elwha je druhý největší obnovovací projekt v historii správy národních parků po Everglades. Sestává z odstranění 64 metrů vysoké hráze Glinesovy přehrady, čímž zaniklo přiléhající jezero Mills. Také byla odstraněna 33 metrů vysoká hráz Elwžské přehrady, čímž zmizelo Aldwellovo jezero. Správa parku následně přetvořila přilehlé svahy a dno řeky za účelem prevence eroze a urychlení ekologické obnovy. Primárním účelem projektu je obnova výskytu anadromních ryb, jako jsou lososi nebo pstruzi duhoví, kterým přehrady zabraňovaly vrátit se do svých přirozených prostředí téměř sto let. K odstranění hrází došlo mezi roky 2011 a 2014.